# Lista de deputados estaduais de Goiás da 18.ª legislatura
Lista de deputados estaduais de Goiás da 18ª legislatura, essa lista inclui os atuais deputados da Assembleia Legislativa de Goiás que estavam no exercício do cargo e outra lista abaixo, onde constam os deputados eleitos em 2014.
Em 15 de março de 2015, foram empossados  deputados estaduais eleitos em 2014, conforme referência.

## Composição das bancadas
| Partido | Líder                   | Bancada | Posição  |
| ------- | ----------------------- | ------- | -------- |
| PSDB    | Mané de Oliveira        | 7 / 41  | Governo  |
| PMDB    | Paulo César Martins     | 5 / 41  | Oposição |
| PSD     | Lincoln Tejota          | 5 / 41  | Governo  |
| PTB     | Zé Antônio              | 5 / 41  | Governo  |
| PT      | Humberto Aidar          | 4 / 41  | Oposição |
| PR      | Álvaro Guimarães        | 2 / 41  | Governo  |
| PHS     | Jean Santos             | 2 / 41  | Governo  |
| PSL     | Lucas Calil             | 2 / 41  | Governo  |
| DEM     | Helio de Sousa          | 1 / 41  | Oposição |
| SD      | Carlos Antonio de Sousa | 1 / 41  | Oposição |
| PRP     | Major Junio Araújo      | 1 / 41  | Oposição |
| PDT     | Dr. Antônio Morais      | 1 / 41  | Governo  |
| PSC     | Simeyzon Silveira       | 1 / 41  | Oposição |
| PMN     | Eliane Pinheiro         | 1 / 41  | Governo  |
| PRTB    | Charles Bento           | 1 / 41  | Oposição |
| PCdoB   | Isaura Lemos            | 1 / 41  | Oposição |
| PROS    | Sergio Bravo            | 1 / 41  | Governo  |

## Deputados por votação
| Número | Deputados estaduais eleitos | Partido | Votação | Percentual | Cidade onde nasceu | Unidade federativa |
| 45111  | Mané de Oliveira            | PSDB    | 62.655  | 2,00%      | Goiânia            | Goiás              |
| 15601  | Paulo César Martins         | PMDB    | 54.629  | 1,75%      | Quirinópolis       | Goiás              |
| 55555  | Lincoln Tejota              | PSD     | 45.091  | 1,44%      | Goiânia            | Goiás              |
| 45678  | José Vitti                  | PSDB    | 43.867  | 1,40%      | Goiânia            | Goiás              |
| 13123  | Del. Adriana Accorsi        | PT      | 43.424  | 1,39%      | Itapuranga         | Goiás              |
| 14141  | Henrique Arantes            | PTB     | 42.414  | 1,36%      | Goiânia            | Goiás              |
| 15700  | Bruno Peixoto               | PMDB    | 37.826  | 1,21%      | Goiânia            | Goiás              |
| 55123  | Virmondes Cruvinel Filho    | PSD     | 37.655  | 1,20%      | Goiânia            | Goiás              |
| 45780  | Iso Moreira                 | PSDB    | 37.430  | 1,20%      | Mambaí             | Goiás              |
| 45000  | Marquinho do Privê          | PSDB    | 37.273  | 1,19%      | Goiânia            | Goiás              |
| 14147  | Zé Antônio                  | PTB     | 37.061  | 1,19%      | Itumbiara          | Goiás              |
| 15111  | Adib Elias                  | PMDB    | 36.732  | 1,17%      | Catalão            | Goiás              |
| 14123  | Talles Barreto              | PTB     | 36.639  | 1,17%      | Itapuranga         | Goiás              |
| 22690  | Cláudio Meirelles           | PR      | 36.176  | 1,16%      | Goiânia            | Goiás              |
| 22122  | Álvaro Guimarães            | PR      | 35.660  | 1,14%      | Itumbiara          | Goiás              |
| 31221  | Jean Santos                 | PHS     | 34.872  | 1,12%      | Itaberaí           | Goiás              |
| 14800  | Valcenor Braz               | PTB     | 34.771  | 1,11%      | Luziânia           | Goiás              |
| 45222  | Gustavo Sebba               | PSDB    | 33.760  | 1,08%      | Catalão            | Goiás              |
| 45045  | Lêda Borges                 | PSDB    | 32.217  | 1,03%      | Conquista          | Minas Gerais       |
| 55333  | Diego Sorgatto              | PSD     | 32.162  | 1,03%      | Luziânia           | Goiás              |
| 25111  | Dr. Helio de Sousa          | DEM     | 31.137  | 1,00%      | Buriti Alegre      | Goiás              |
| 14133  | Marlúcio Pereira            | PTB     | 30.957  | 0,99%      | Cristalina         | Goiás              |
| 45321  | Nédio Leite                 | PSDB    | 29.900  | 0,96%      | Jaraguá            | Goiás              |
| 55255  | Francisco Jr                | PSD     | 29.718  | 0,95%      | Goiânia            | Goiás              |
| 55000  | Lissauer Vieira             | PSD     | 29.676  | 0,95%      | Coronel Bicaco     | Rio Grande do Sul  |
| 13800  | Humberto Aidar              | PT      | 28.375  | 0,91%      | Inhumas            | Goiás              |
| 77123  | Carlos Antônio de Sousa     | SD      | 28.093  | 0,90%      | Santa Inês         | Maranhão           |
| 15123  | José Nelto                  | PMDB    | 28.042  | 0,90%      | Tiros              | Minas Gerais       |
| 15800  | Ernesto Roller              | PMDB    | 24.975  | 0,80%      | Formosa            | Goiás              |
| 31789  | Francisco Oliveira          | PHS     | 24.889  | 0,80%      | Morrinhos          | Goiás              |
| 13215  | Renato de Castro            | PT      | 23.219  | 0,74%      | Anápolis           | Goiás              |
| 44190  | Major Junio Araújo          | PRP     | 21.528  | 0,69%      | Goiânia            | Goiás              |
| 12012  | Dr. Antonio Morais          | PDT     | 21.155  | 0,68%      | Mossâmedes         | Goiás              |
| 20012  | Simeyzon Silveira           | PSC     | 20.472  | 0,65%      | Goiânia            | Goiás              |
| 13188  | Luis Cesar Bueno            | PT      | 20.290  | 0,65%      | Goiânia            | Goiás              |
| 33456  | Eliane Pinheiro             | PMN     | 19.778  | 0,63%      | Goiânia            | Goiás              |
| 28600  | Charles Bento               | PRTB    | 19.429  | 0,62%      | Goiânia            | Goiás              |
| 17000  | Lucas Calil                 | PSL     | 18.128  | 0,58%      | Goiânia            | Goiás              |
| 65123  | Isaura Lemos                | PCdoB   | 17.701  | 0,57%      | Jundiaí            | São Paulo          |
| 17477  | Santana Gomes               | PSL     | 12.674  | 0,41%      | Pium               | Tocantins          |
| 90111  | Sérgio Bravo                | PROS    | 8.607   | 0,28%      | Goiânia            | Goiás              |